# 1976年臺灣
|        | 臺灣歷史 \| 台灣歷史年表 |
| 世纪： | 19世纪臺灣 \| 20世纪臺灣 \| 21世纪臺灣 |
| 年代： | 1940年代臺灣 \| 1950年代臺灣 \| 1960年代臺灣 \| 1970年代臺灣 \| 1980年代臺灣 \| 1990年代臺灣 \| 2000年代臺灣                                           |
| 年份： | 1971年臺灣 \| 1972年臺灣 \| 1973年臺灣 \| 1974年臺灣 \| 1975年臺灣 \| 1976年臺灣 \| 1977年臺灣 \| 1978年臺灣 \| 1979年臺灣 \| 1980年臺灣 \| 1981年臺灣 |
| 纪年： | 丙辰年（龙年）、中華民國65年 |

## 政府

### 國家正副元首

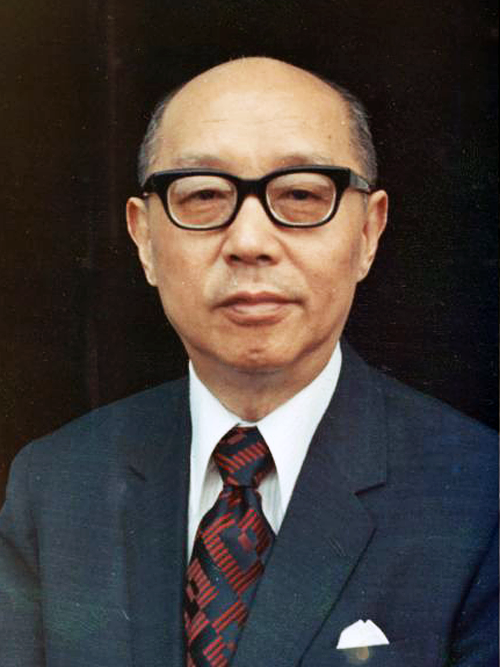
總統：嚴家淦
副總統：缺位

### 五院首長

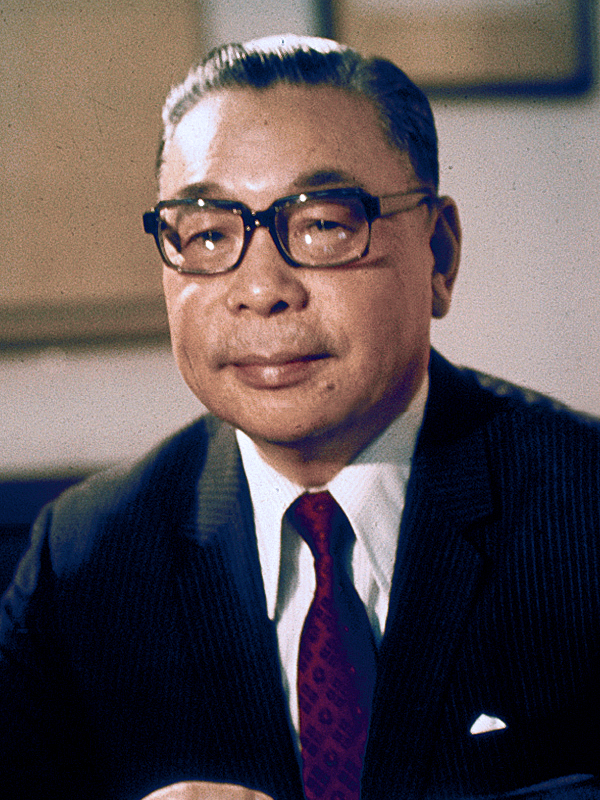
行政院院長：蔣經國
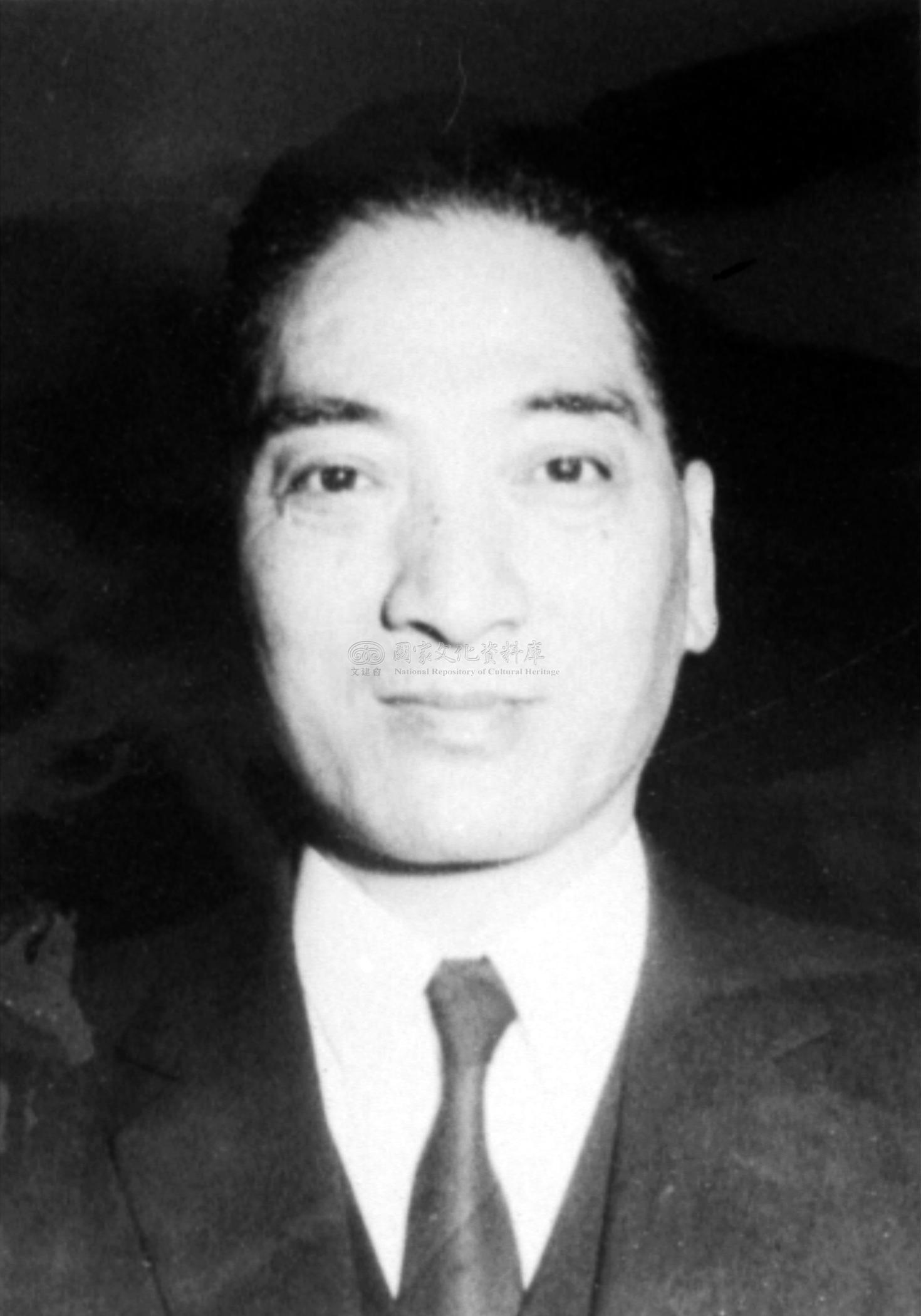
立法院院長：倪文亞
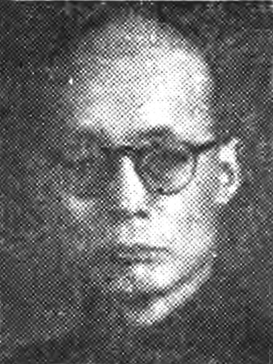
司法院院長：田炯錦
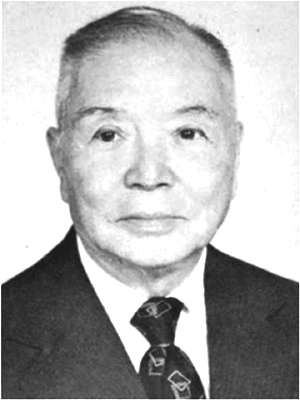
考試院院長：楊亮功
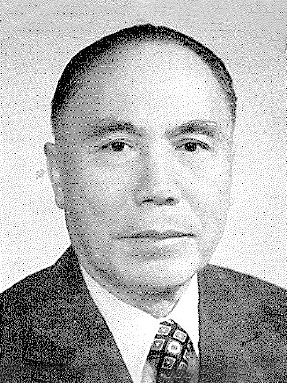
監察院院長：余俊賢

### 省政府主席

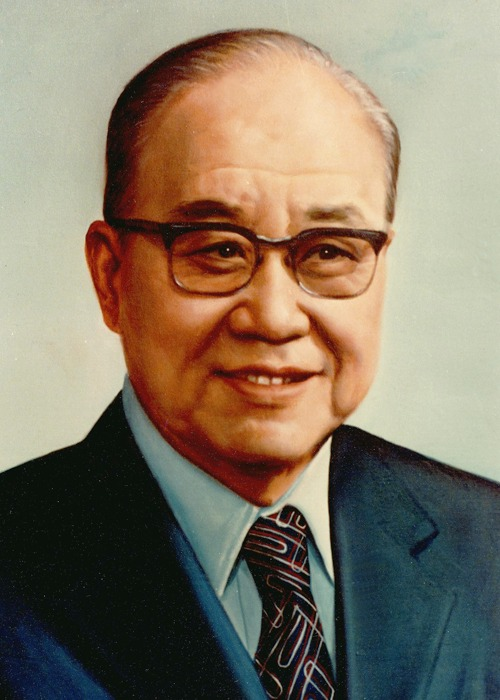
臺灣省政府主席：謝東閔
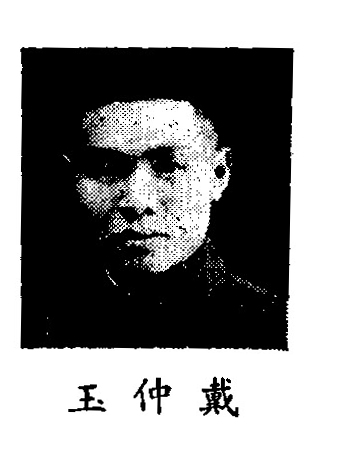
福建省政府主席：戴仲玉

## 大事记

### 1月
- 1月7日，駐台美軍下轄單位——第327航空師撤銷編制。

### 3月
- 3月：經濟部正式成立高雄加工出口區管理處籌備處，這是台灣的第一個加工出口區。
- 3月1日：臺中縣豐原鎮升格為豐原市。
- 3月24日：台灣鐵路管理局新店線停止營運。

### 4月
- 4月：周書楷被任命為中華民國駐美國特命全權大使。
- 4月21日，發生過溝平交道事故。彰化客運大村國中學生專車闖越平交道，撞上南下觀光號，共41人死亡，41人輕重傷。事後大村鄉建淑女祠紀念其中16名女學生。[1]
- 4月26日，南非駐台總領事館升格為大使館。[2]。

### 5月
- 5月30日，北上56次對號快車與南下107次平快車於談文附近(山線和海線交會處)，因副線對號快車司機員疏忽未讓主線平快車先行，造成與平快車迎面對撞，共29人死亡，141人受傷，兩部機車及六輛車廂損毀。

### 6月
- 6月：美國終止了對台資金錢的援助。

### 7月
- 7月，加拿大蒙特婁舉行夏季奧林匹克運動會，然賽前加拿大政府禁止中華民國代表團以其國旗國號入境參加，要求改名為「台灣」，在溝通無效後中華民國代表團於7月16日宣布退出該屆奧運會。
- 7月23日：支援被奴役國家週大會在台北市立體育場盛大舉行，由世盟榮譽主席谷正綱主持，總統嚴家淦親臨致詞。政府首長，各界代表，訪華外賓及各國駐華使節等5萬人，出席了這項集會，積極支援被奴役國家人民爭取自由。各洲區反共領袖美國眾議員戴文斯基、賴索托王國國會議長柯拉聶、巴西眾議員賈立爾等均在會中發表演講，呼籲自由世界團結，給予共產世界嚴重的打擊。 [3]

### 9月
- 9月，台灣青年文化協會轉型為獨資企業「青文出版社」，黃樹滋自任社長，定位為專業漫畫出版社；青文出版社引進《哆啦A夢》，以「機器貓小叮噹」名稱翻譯出版達200多集，銷量累積400萬冊。
- 9月1日：臺灣經濟研究院成立。
- 9月10日：國民大會發表聲明，呼籲大陸同胞於毛匪斃命、匪黨內部權力鬥爭加劇之際，加強反共抗暴鬥爭，早日摧毀反人性、反人權的匪偽政權。中華民國體育協進會理事長黎玉璽與四十五個單項運動協會則呼籲大陸運動員，把握出國訪問及比賽的機會，投奔自由。[4]
- 9月11日，中國國民黨主席蔣經國發表告大陸同胞書，號召大陸同胞、中共幹部、官兵及駐外人員「抗暴革命」，並稱：「中國國民黨是不問階級、不分彼此、只講大是大非、全民的民主革命政黨！每一個奮起抗暴的大陸同胞，就都是國民革命的精神黨員！每一個覺醒反共的共黨幹部，就都是國民革命的精神鬥士！每一個起義自救的共軍官兵，就都是國民革命的精神戰友！每一個脫離魔掌、投向自由的共黨駐外人員，就一樣是國民革命的志士仁人！」[5]

### 10月
- 10月8日：臺獨人士王幸男製造三個郵包炸彈，目標為謝東閔、李煥、黃杰。並於10月9日上午寄出。結果，寄給謝東閔的郵包在被拆封時爆炸，謝東閔遭炸斷一臂；而李煥當時也收到郵包，炸傷手指，並立即通知各黨政要員，黃杰乃逃過一劫。是為王幸男郵包炸彈事件。
- 10月30日：行政院新聞局局長丁懋時在臺北市中山堂舉辦第十三屆金馬獎。

### 11月
- 11月12日：中國國民黨第十一次全國代表大會在臺北舉行，一致推舉擁戴蔣經國成為中國國民黨主席。

### 12月
- 12月25日：《蔣總統秘錄》連載完畢。

## 出生
参见： 1976年出生
- 1月1日——吳旭智：政治人物。
- 1月5日——黃鳳儀：歌手，是黃俊雄長女。
- 1月9日——黃世芳：鎮民代表。
- 1月11日——陳平偉：機車維修技師。
- 1月23日——林碩彥：政治人物。
- 1月25日——石明謹：足球裁判。
- 1月27日——
  - 林心如，藝人、女演員。代表作有《還珠格格》。
  - 張本瑜：演員、導演。
- 1月29日——阿龐：演員、主持人。
- 1月30日——徐世勳：政治人物。
- 2月1日——林昶佐，Freddy。歌手、政治人物。重金屬搖滾樂團閃靈樂團主唱，現任立法委員。
- 2月7日——陳宇任：作曲家。
- 2月8日——林書宇：導演。
- 2月9日——
  - 羅文裕：歌手。
  - 許倩芸：主持人。
- 2月13日——張怡：律師。
- 2月15日——垠凌，藝人。旅日寫真偶像、賽車皇后。
- 2月19日——李維維：演員、主持人、模特兒。
- 2月20日——
  - 陳永龍：歌手。
  - 林憶如：政治人物。
- 2月22日——不二良：插畫家、美術老師。
- 2月26日——歐陽瑞蓮：大學助教、研究助理。
- 3月6日——曾獻瑩：政治人物。
- 3月8日——舒夢蘭：主持人、氣象主播。
- 3月17日——六月，藝人、女演員。
- 3月18日——范瑋琪，藝人、演員、節目主持人。
- 3月20日——吳晉維：棒球捕手。
- 3月22日——
  - 方大緯：演員。
  - 高龍偉：棒球選手。
- 3月24日——郭一峰：棒球捕手，現被終身禁賽。
- 3月29日——曹竣崵：棒球教練。
- 3月30日——宋致賢：演員。
- 4月5日——蘇巧慧：政治人物，是蘇貞昌之女。
- 4月8日——
  - 蔡珮玲：美術指導。
  - 謝佳賢：棒球教練。
- 4月9日——曾俊傑：政治人物，現任高雄市議會副議長。
- 4月10日——杜詩梅，藝人、女演員。於《麻辣鮮師》中飾演陸小曼。
- 4月15日——李佩甄：主持人。
- 4月16日——
  - 季芹，藝人、女演員。
  - 舒淇，藝人、女演員。代表作有《西遊·降魔篇》、《刺客聶隱娘》
  - 楊思敏，女演員、節目主持人。曾主持旅遊節目《Go Go Japan》。出生於日本千葉縣。
  - 李武龍：政治人物。
- 4月22日——薛紀綱：主持人。
- 4月27日——江振誠：廚師，是江宏恩之弟。
- 4月29日——邱顯智：政治人物。
- 5月4日——陳瑞凱：歌手、作曲家，是1976主唱。
- 5月11日——黃麟傑：作家。
- 5月15日——
  - 鄭匡宇：作家、演講家，曾任實踐大學應用外語系兼任助理教授。
  - 廖士賢：歌手、吉他手。
- 5月17日——王俐人：演員、通告藝人。
- 5月19日——張世明：經紀人、傳媒總監，現任傳奇星娛樂總經理。
- 5月22日——盧修一：政治人物。
- 5月31日——丁允恭：政治人物。
- 6月1日——施昭同：棒球捕手。
- 6月2日——黃文益：政治人物。
- 6月4日——連加恩：醫師。
- 6月11日——陳建隆：演員。
- 6月12日——陳志明：幕僚，曾任黃國昌立委助理。
- 6月14日——吳震亞：演員、導演。
- 6月23日——王信淵：舉重運動員。
- 6月25日——
  - 劉謙，魔術師。
  - 林美秀：配音員。
  - 劉東洋：棒球領隊。
- 7月2日——
  - 關穎，女演員、女歌手、模特兒。出生於日本東京。
  - 余政憲：作曲家。
- 7月8日——蘇俊賓，政治人物。曾任行政院新聞局局長。
- 7月10日——
  - 陳漢承：賽車手。
  - 李姸慧：政治人物。
- 7月23日——
  - 王崇耀：棒球教練。
  - 周偉航：作家、時事評論家。
- 7月24日——蔣澎龍：桌球選手。
- 7月28日——
  - 昆蟲白：吉他手，是甜梅號主唱。
  - 廖家儀：演員、主持人，曾於1995年獲選環球小姐。
  - 游淑慧：政治人物。
- 7月29日——梅若穎：演員。
- 7月30日——蘇銘翔：講師、主持人、補教法科老師、法學專書編訂。
- 7月31日——吳志偉：籃球教練。
- 8月4日——李愛綺：歌手。作品中《迺夜市》是早期以 「李嘉」 為名所唱的成名曲。
- 8月5日——羅鼎城：政治人物、律師。
- 8月6日——陳海茵，新聞主播。現為東森新聞台《東森晚間新聞》主播。
- 8月10日——潘忠韋：棒球選手，是劉秀萍之夫。
- 8月12日——陳幸妤，臺灣認證牙醫師。
- 8月14日——何佩蓁：新聞主播。
- 8月15日——王安邦：政治人物，現任中華民國勞動部政務次長。
- 8月16日——簡政光：體育主播。
- 8月23日——藍凱元：政治人物。
- 9月1日——詹智鈞：醫師。
- 9月7日——王勁力：棒球選手，現被終身禁賽。
- 9月8日——顏行書，籃球選手、演員。
- 9月9日——洪書勤：詩人。
- 9月10日——蔣友柏，商人。橙果設計股份有限公司創辦人。蔣介石曾孫。
- 9月11日——
  - 劉中薇：作家。
  - 許櫻萍：政治人物。
- 9月13日——林楷傑：企業家，是築間餐飲集團創辦人。
- 9月14日——敖博勝：幕僚，曾任黃昭順立委助理。
- 9月15日——
  - 鯨向海：詩人、醫師。
  - 戴龍水：棒球選手。
- 9月20日——一青窈，本姓顏，小二時父病卒而改隨母姓，並遷回日本。
- 9月21日——温俊勇：政治人物。
- 9月22日——
  - 李政穎：演員。
  - 蕭煌奇：歌手。
- 9月23日——朱恆昱：旅美作家。
- 9月25日——張維中：作家。
- 9月27日——杜奕瑾，軟體工程師。為BBS站批踢踢的創站站長。
- 9月30日——張衞航：律師。
- 10月3日——蔡士勤：棒球選手。
- 10月6日——徐熙媛，藝名大S，女演員、女歌手、節目主持人。
- 10月7日——王建復：歌手、演員、主持人。
- 10月9日——李冠儀：演員、主持人。
- 10月10日——
  - 陳宏瑋：配音員。
  - 黃健忠：政治人物。
- 10月12日——何紀賢：房仲、棒球選手。
- 10月13日——楊宗翰：文學家、廣播主持人。
- 10月14日——
  - 張震：演員，是張翰之弟、張國柱小兒子。
  - 呂瀅瀅：政治人物。
- 10月16日——
  - 黃志雄，跆拳道選手、政治人物。雅典奧運銀牌。
  - 陳瑩：新聞主播。
- 10月17日——鄭凱云：新聞主播，是蔡祐吉前妻。
- 10月24日——楊世光：主持人、政治評論家。
- 10月25日——劉芸后：攝影師。
- 10月26日——邱隆杰：演員。
- 10月27日——陳致遠：棒球選手，是林秀琴之夫。
- 10月28日——王志郁：新聞主播。
- 10月30日——黃執中：演說家。
- 10月31日——
  - 張泰山（Ati Masaw），阿美族棒球選手。曾效力於中華職棒興農牛、統一獅隊。
  - 張家浩：棒球選手。
- 11月9日——孫梓評：作家。
- 11月10日——嚴藝文：演員、導演、編劇。
- 11月12日——
  - 黃逸卿：新聞主播。
  - 許閔嵐：棒球選手。
- 11月13日——蕭淑慎：演員。
- 11月15日——桑布伊：歌手。
- 11月19日——林義傑：超級馬拉松運動員。
- 11月23日——安慶隆：田徑運動員。
- 11月24日——洪怡惠：新聞主播。
- 11月28日——溫尚翊：吉他手，是五月天團長。
- 12月1日——許銘傑，旅日棒球運動員。
- 12月4日——陸明君：演員、主持人、模特兒。
- 12月5日——許慧欣，歌手、演員、芭蕾舞者，出生於美國德州。
- 12月7日——章家瑄：演員、場記。
- 12月10日——Mr. 6：作家。
- 12月11日——徐慶煌：政治人物、射擊運動員。
- 12月12日——阿弟仔：歌手。
- 12月13日——丁怡銘：政治人物，曾任行政院發言人。
- 12月18日——
  - 王少偉，男歌手、主持人、男演員。曾為台灣男子團體5566和183club的成員之一。
  - 邱凱偉：歌手、演員。
  - 賴怡伶：演員、主持人，是在香港出道並發展的台灣藝人。
- 12月20日——李健志：棒球選手。
- 12月23日——
  - 李沛綾：演員。
  - 李佳霏：記者、政治人物，曾任中華民國總統府發言人。
  - 張忠仁：清潔工，是張忠義之兄，為首例成功分割連體雙胞胎之受益人。（2019年逝世）
  - 張忠義：銷售員，是張忠仁之弟，為首例成功分割連體雙胞胎之受益人。現於網路販售水餃謀生。

## 逝世
- 2月13日——廖繼春，畫家。曾以《有香蕉樹的庭院》（芭蕉の庭）入帝展。（1902年出生）
- 4月19日——楊肇嘉，日治時期社會運動參與者。曾參與台灣議會設置請願運動，戰後任臺灣省政府民政廳長。（1892年出生）
- 10月7日——吳濁流，客家籍作家。代表作《亞細亞的孤兒》、《臺灣連翹》。（1900年出生）